# 岡田冨美子
岡田 冨美子（おかだ ふみこ）は、日本の作詞家。広島県府中市出身。別ペンネームは岡田ふみ子、FUMIKO。

## 経歴
津田塾大学英文科卒業後、TBSの音楽番組のタイムキーパーを経て、1972年に作詞家デビュー。一般社団法人 日本音楽著作権協会（JASRAC）理事を長らく務めた。
代表作は「怪獣のバラード」、「スシ食いねェ!」、「ロンリーチャップリン」など。英文科出身であり、英語の楽曲の訳詞も数多く手がけている。
2000年から2002年、2004年から2006年、2008年から2010年まで一般社団法人 日本作詞家協会 常務理事を務めた。
2022年6月29日付けで一般社団法人 日本音楽著作権協会（JASRAC）理事を退任。

## 主な楽曲
- 麻丘めぐみ「恋のあやとり」
- 葵テルヨシ「にぎやかな孤独」
- 網浜直子「ふざけなさい」
- 荒木由美子「フラストレーション」「UNHAPPY END」「夢あわせ」
- アリス「愛しはじめて三ケ月」「愛は二人で」
- 杏里「風のジェラシー」「So Long」
- 石井聖子「ラストチークで泣かせて」
- 石川さゆり「ちょいと…」
- 石川ひとみ「秋が燃える」「にわか雨」「恋」「夢回帰線」
- 石野真子「GOOD-BYEは出発」
- 石原詢子「三日月情話」「夜汽車」「予感」
- 五木ひろし「あしたも小雨」「罪と罰」
- 伊藤咲子「男嫌い」
- 稲垣潤一「YOUR LIFE」
- 伊吹友里「哀愁岬」
- 今井美樹「年下の水夫」
- 岩崎良美「I THINK SO」
- 太田裕美「思い出の「赤毛のアン」」「熱風」「時間列車」
- 大月みやこ「巡る愛」「信じています」
- 岡本舞子「ナツオの恋人ナツコ」
- 荻野目洋子「無国籍ロマンス」「雨のメモリー」
- 小椋佳「夢の来た道」※府中市イメージソング
- 尾高千恵「YES」
- 柏原芳恵「恋はマシュマロ」「迷い子天使」「ひとりごと」「夏のロマンス」「太陽の季節」「恋愛写真」
- 葛城ユキ「Good bye Tokyo」
- 門あさ美「ファッシネイション」
- 鹿取洋子／レイジー「ゴーイン・バック・トゥ・チャイナ」[5]
- 可愛かずみ「春感ムスメ」「TOKYOふられ小町」「星屑のシネマ」
- 川口雅代「メモワール」
- 北川大介「菜七子」
- 北原佐和子「スィート・チェリーパイ」
- 工藤静香「悲しみのOCEAN」「終幕」
- 桑田靖子「JUST」
- 桑名正博「RAINな20才にさよならを」
- 倉橋ルイ子「ガラスのYesterday」「ラストシーンに愛をこめて」「悲恋歌」
- 桂銀淑「真夜中のシャワー」「ソファーにパジャマを座らせて」「ベサメムーチョ」「人魚伝説」「プリーズ…」
- 研ナオコ「蒼い秋」「レインな別れ」「空中ブランコ」
- 小泉今日子「Rock Me〜騒ぎたりない夜の為に」
- 郷ひろみ「洪水の前」「抱きあえば」
- 小柳ルミ子「来夢来人」「通りゃんせ帰りゃんせ」「乱」（「FUMIKO」名義。石川ひとみ「恋」の別作詞版）
- 西城秀樹「色づいた果実」「エンドレス・サマー」「涙のスローモーション」
- 榊原郁恵「夢みるマイ・ボーイ」
- 坂本冬美「うずしお」
- 佐良直美「出逢いとさよなら」
- 沢田研二「どうして朝」「WOMAN WOMAN」「アンドロメダ」
- 篠ヒロコ「わかれ」
- しばたはつみ「合鍵」「華やかな誘惑」
- シブがき隊「スシ食いねェ!」
- 子門真人「今日もピカピカ」「四季の手紙」
- ジャッキー吉川とブルーコメッツ「恋の星座」
- シャワー「Do・up・愛・ing｣
- ずうとるび「みかん色の恋」「恋があぶない」「太陽の季節」「初恋の絵日記」「恋のパピプペポ」
- 鈴木聖美「TAXI」
- 鈴木聖美 with Rats&Star「ロンリー・チャップリン」「TAXI」
- 鈴木ヒロミツ「愛に野菊を」
- スラップスティック「ハートブレイク サンセット」「モシモシ……」「メチャ メチャ LOVE YOU」「ONLY YOU」「アンコール」
- 瀬川瑛子「懲りない私」
- 芹洋子「愛の国から幸福へ」
- 高田みづえ「ゆれて哀しい恋だから」
- 高見知佳「赤い涙」
- タケカワユキヒデ「ドキ・ドキ・サマー・ガール」
- 田中さとみ「私の神様」
- 中森明菜「ピ・ア・ス」「モザイクの城」「処女伝説」
- 西田あい「愛が足りなくて」「翔べない踊り子」[6]
- 野口五郎「泣き上手」
- 畑中葉子「愛はMUSIC（フラッシュダンス…ホワット・ア・フィーリング）」
- 早見優「KISS ME PLEASE」「彼って スリル」
- 日髙のり子「初恋サンシャイン」
- ピンク・レディー「ピンク・タイフーン (In The Navy)」（日本語詞）
- 藤井香愛「東京ルージュ」「モナリザ〜微笑みをください〜」「シャボン玉」
- 堀江美都子「Morning  mirror」「Sexy Rain」「Catch Me Tonight」「ピリオド」
- 牧野美千子「テラスで Day Dream」
- 南沙織「愛はめぐり逢いから」
- 美保純「やっぱ酔うしかないよね」
- ミミ萩原「STAND UP」
- 森川由加里 with 鈴木雄大「Who are you?」
- 森田まゆみ「胸さわぎ」
- 山口百恵「LIVERPOOL EXPRESS」
- ヤング101「怪獣のバラード」
- 藤島新＆ヤング101「愛の限界」
- 由紀さおり「再会ラブソング」
- ローズマリー「あいつに気をつけろ!」
- 和田アキ子「運命〜DESTINY〜」「別れたあなたに」「風の見える町」「待たされて」

### 主題歌
- 県立海空高校野球部員山下たろーくん「TARO」「ファインプレイに拍手を」
- ステージ101「ステージ101 テーマ'73」
- 戦え!!イクサー1「戦え!!イクサー1」「NEVER RUN AWAY」「永遠のイクサー1」
- 冒険!イクサー3「ドラゴン伝説」「エナジー」
- 家なき子レミ「しあわせの予感」

### 校歌
- 銀河学院中・高等学校

## 社会的活動
- 文化庁文化審議会委員
  - 同 著作権分科会委員

## 講演会
- 第2回（2005年度）著作権ゼミナール 教職員対象の著作権講座「作品が生まれるまで」～創作者の立場から～（2005年11月11日 会場：東京都私学財団会議室）
- 立命館大学産業社会学部 2008年度JASRAC寄附講座 音楽文化・産業論2008Ⅱ 第9回「作詞家という仕事」（2008年11月22日）